# Люсьєн ван дер Волт
Люсьєн ван дер Волт (нар. 8 вересня 1972) — південноафриканський письменник, професор соціології і вчитель трудового права. Його дослідження заключаются над анархістською / синдикалістською традицією Михайла Бакуніна та Петра Кропоткіна; професіоналізму і історії робітничого класу, особливо на півдні Африки; та неоліберальній реструктуризації держави. В даний час він викладає та досліджує в університеті Родса в Східно-Капській провінції, Південна Африка, раніше працював в Університеті Вітватерсранда. Його докторська ступінь з анархізму та синдикалізму в Південній Африці на початку 1900-х років отримав міжнародну нагороду за кращу кандидатську дисертацію  в журналі "Трудова історія" та від Ради з розвитку досліджень в галузі соціальних наук в Африці за кращу африканську кандидатську дисертацію. Був залучений до профспілкової та трудової освіти, включаючи Глобальний університет праці, колишній Національний Союз Металістів Південної Африки «Соціальна теорія» в Університеті Вітватерсранда, Уолт «колишній голова» ЗМІ Антиприватизаційного форуму (АПФ), коаліції соціальних рухів, яка була створена в Йоганнесбурзі в липні 2000 року активістами та організаціями, що беруть участь у двох ключових боротьбах з приватизацією: боротьба з iGoli 2002, і боротьба з Wits 2001 в Університеті Вітса.

## Праці
- Kirk Helliker and Lucien van der Walt (eds.), 2018, Politics at a Distance from the State: Radical and African Perspectives, London, New York: Routledge, 172 pp.
- Lucien van der Walt, 2014, Negro E Vermelho: Anarquismo, Sindicalismo Revolucionário ePpessoas de cor na África Meridional nas Décadas de 1880 a 1920, São Paulo: Editora Faísca, 103 pp.
- Steven J. Hirsch and Lucien van der Walt (eds.), 2014, (foreword by Benedict Anderson), Anarchism and Syndicalism in the Colonial and Postcolonial World, 1870–1940: The Praxis of National Liberation, Internationalism, and Social Revolution, Leiden: Brill Academic Publishers,  Studies in Global Social History, paperback edition with new material, i–lxxvi,510 pp.
- Lucien van der Walt and Michael Schmidt, 2013,Schwarze Flamme: Revolutionäre Klassenpolitik im Anarchismus und Syndikalismus, Hamburg: Edition Nautlius, 560pp.
- Steven Hirsch and Lucien van der Walt, 2010, Anarchism and Syndicalism in the Colonial and Postcolonial World, 1870–1940: The Praxis of National Liberation, Internationalism, and Social Revolution, Leiden: Brill Academic Publishers,Studies in Global Social History, lxxiv+434 pp.
- Southern Africa editor, 2009, International Encyclopaedia of Revolution and Protest, New York: Blackwell.
- Lucien van der Walt and Michael Schmidt, 2009, Black Flame: The Revolutionary Class Politics of Anarchism and Syndicalism, Edinburgh and Oakland, CA: AK Press, 500 pp.